# Contos da Montanha
Contos da Montanha é um livro de vinte e três contos da autoria do escritor português Miguel Torga e publicado em 1941 . Estes textos  pretendem demonstrar e descrever o comportamento , as emoções e os sentimentos humanos de uma pequena aldeia no interior rural de Portugal (mais precisamente na região de Trás-os-Montes ) , durante o regime do Estado Novo na época de Antonio Oliveira Salazar .
| Contos da Montanha   | Contos da Montanha |
| -------------------- | ------------------ |
| Autor                | Miguel Torga       |
| Idioma               | língua portuguesa  |
| País                 | Portugal           |
| Assunto              | Retrato social     |
| Género               | Ficção, Contos     |
| Localização espacial | Trás-os-Montes     |
| Editora              | Coimbra            |
| Lançamento           | 1941               |
| ISBN                 | 9789896600303      |

## Contos
- A Maria Lionça - Neste conto, o autor dá a conhecer ao leitor Maria Lionça, a protagonista deste conto . Maria é uma mulher respeitada, amada, pobre, bonita e forte. Viveu em Galafura, durante setenta anos, onde encontrou o amor da sua vida, Lourenço Ruivo, com quem casou e teve um filho chamado Pedro. No entanto, Lourenço acaba por provocar um enorme desgosto amoroso a Maria, quando foge para o Brasil sem dar noticias previas. O conto avança quinze anos no tempo, onde Lourenço regressa extremamente doente para Portugal e Maria acaba por perdoar-lhe o desgosto. Pouco tempo depois, Lourenço morre (vítima da sua doença) e Maria fica novamente sozinha a cuidar do filho, que também acaba por adoecer e morre nos braços da própria mãe. No fim do conto, Maria acaba por morrer depois de dedicar toda a sua vida a ajudar os outros.
- Um Roubo - Neste conto, o autor conta-nos a historia de Faustino, um ladrão tem o velho sonho: assaltar a Senhora da Saúde. Decide que precisa de alimentar a sua familia, mas para tal efeito, roubará a caixa das esmolas da igreja. Depois desse roubo, Faustino começa a ser marginalizado pelos da aldeia .
- Amor ;
- Homens de Vilarinho - Neste conto, o autor conta a historia de Firmo, personagem marcada pela indignação que sente à sua própria terra natal. Nem mesmo o facto de ter mulher e filhos que o levavam a ficar no lugar. E nem mesmo, as inúmeras repreensões e tentativas do padre João, pároco da aldeia, para convencê-lo a ficar . Mas por Firmo possuir um desejo de conhecer o mundo para lá da sua pequena aldeia, isto não lhe permite permanecer. Por possuir esta mentalidade, Firmo é caraterizado no conto como aquele que "desorientava Vilarinho". Por não cultivar o sentimento de permanecer na sua terra natal e nem ao seu lar, é caraterizado ao longo da narrativa como um desertor.
- O cavaquinho - Neste conto narra-se a historia de uma família muito pobre que vivia num casebre a "três léguas" de Vilela, onde o patriarca da família decide prometer uma prenda de Natal ao filho de 10 anos, como forma de o recompensar pelo bom desempenho no primeiro exame da escola. A criança entusiasmada é bastante curiosa em saber o que irá receber, uma vez que conhecida a fraca condição financeira dos pais. O facto de poder receber algo novo deixa o rapaz incrivelmente fascinado. No entanto, na noite em que, supostamente, iria descobrir o que seria o seu presente, recebe a triste noticia de que o seu pai morreu vitima de uma facada, perto de um cavaquinho que trazia.
- A ressurreição ;
- Um filho ;
- A promessa ;
- Maio moço ;
- O bruxedo ;
- A paga ;
- Inimigas ;
- Solidão ;
- A ladainha ;
- O vinho ;
- O Lugar de sacristão ;
- Justiça ;
- A vindima ;
- Um coração desassossegado ;
- A revelação ;
- O desamparo de São Frutuoso ;
- O castigo ;
- O pé tolo ;

## Contexto histórico
Miguel Torga fez parte do presencismo, movimento literário de extrema relevância. O presencismo, também conhecido como a segunda fase do modernismo português, teve início no ano de 1927 com a publicação da Revista Presença: Folha de Arte e Crítica. A Revista Presença reuniu aqueles que não participaram do orfismo literário em Portugal, em virtude de divergências estéticas. Ao contrário do Orfismo, que tinha como objetivo apresentar poesia que rompesse com os padrões literários vigentes, ao chocar e provocar a opinião dos críticos e do público em geral, mais especificamente a burguesia da época. O presencismo tinha como ideal interrogar o sentido da existência humana. A sua obra reflete as apreensões, as esperanças e as angústias da sua época e da população das aldeias portuguesas, traduzindo-se numa grande audácia contra as injustiças e demonstrava uma enorme revolta para com os abusos do poder, as suas obras abordaram temas bucólicos, como a angústia da morte, a revolta, a justiça, a liberdade, o amor, e deixou transparecer uma aliança íntima e permanente entre o homem e a terra.

## Prefácios
O prefácio mais conhecido seria o da quarta edição , onde o autor denuncia inumerosos problemas e denuncias sociais pelo qual as aldeias do interior português na época:
- Quarta Edição : São Martinho de Anta , Natal de 1968 ( Contos da Montanha 7.ª ed. Coimbra .)

## Ver Também
- Miguel Torga ;